# José Salcedo Palomeque
José Salcedo Palomeque (Ciudad Real, 1949-Madrid, 19 de septiembre de 2017) fue un montador de películas español con más de 120 apariciones en los créditos de las películas. Tuvo una extensa colaboración con el director Pedro Almodóvar (quien fue llamado el «director más famoso de España desde Luis Buñuel»), habiendo editado todas sus películas desde 1980 hasta su muerte.
Salcedo fue nominado varias veces al Premio Goya al mejor montaje, y ganó el premio tres veces con Mujeres al borde de un ataque de nervios (1988), Nadie hablará de nosotras cuando hayamos muerto (1995), y Todo sobre mi madre (1999). Fue honrado en 2017 con la Medalla de Oro de la Academia de las Artes y las Ciencias Cinematográficas de España.

## Filmografía
- El desencanto (1976)
- Adiós, Alicia (1977)
- Camada negra (1977)
- Navajeros (1980)
- Pepi, Luci, Bom y otras chicas del montón (1980). La primera colaboración de Salcedo con Pedro Almodóvar.
- Maravillas (1981)
- Jalea real (1981)
- La mujer del ministro (1981)
- Laberinto de pasiones (1982)
- Demonios en el jardín (1982)
- Colegas (1982)
- Entre tinieblas (1983)
- El pico (1983)
- ¿Qué he hecho yo para merecer esto? (1984)
- Matador (1986)
- La ley del deseo (1987)
- Remando al viento (1988)
- Mujeres al borde de un ataque de nervios (1988). Nominada al Óscar a la mejor película de habla no inglesa.[5]
- ¡Átame! (1990)
- Don Juan en los infiernos (1991)
- El día que nací yo (1991)
- Tacones lejanos (1991)
- La leyenda del viento del Norte (1992)
- El maestro de esgrima (1992)
- Kika (1993)
- Tretas de mujer (1993)
- El rey del río (1995)
- Nadie hablará de nosotras cuando hayamos muerto (1995)
- La flor de mi secreto (1995)
- A ciegas (1997)
- Amor de hombre (película) (1997)
- Carne trémula (1997)[6]
- Doña Bárbara (1998)
- Entre las piernas (1999)
- Se buscan fulmontis (1999)
- Todo sobre mi madre (1999). Ganadora del Óscar a la mejor película de habla extranjera.
- Km. 0 (2000)
- Leo (2000)
- Sin noticias de Dios (2001)
- Hable con ella (2002)
- El caballero don Quijote (2002)
- Descongélate! (2003)
- La mala educación (2004)
- El mundo alrededor (2005)
- Reinas (2005)
- Vida y color (2005)
- Volver (2006)
- Alatriste (2006)
- Sólo quiero caminar (2008)
- Los abrazos rotos (2009)[7]
- La piel que habito (2011)
- Los amantes pasajeros (2013)
- La ignorancia de la sangre (2014)
- Julieta (2016). La última película de Salcedo con Almodóvar.

## Premios y nominaciones
Medallas del Círculo de Escritores Cinematográficos
| Año  | Categoría     | Película              | Resultado |
| ---- | ------------- | --------------------- | --------- |
| 1992 | Mejor montaje | El maestro de esgrima | Ganador   |
| 1999 | Mejor montaje | Todo sobre mi madre   | Ganador   |
| 2004 | Mejor montaje | La mala educación     | Nominado  |
| 2006 | Mejor montaje | Volver                | Nominado  |
| 2011 | Mejor montaje | La piel que habito    | Nominado  |